# Abdon Pamich
Abdon Pamich   (Rijeka, 3 d'octubre de 1933) fou un atleta italià, especialista en marxa atlètica, vencedor de dues medalles olímpiques i tres alCampionat d'Europa d'atletisme.
Durant la seva carrera esportiva va prendre part en cinc edicions dels Jocs Olímpics d'Estiu, el 1956, 1960, 1964, 1968 i 1972. Destaquen els resultats obtinguts en la cursa dels 50 km marxa del programa d'atletisme: quart el 1956, medalla de bronze el 1960 i medalla d'or el 1964. El 1972, a Múnic, fou l'encarregat de dur la bandera italiana durant la cerimònia inaugural dels Jocs.
En el seu palmarès també destaquen tres medalles en els 50 quilòmetres marxa del Campionat d'Europa d'atletisme, de plata el 1958 i d'or el 1962 i 1966; tres medalles d'or en els 50 quilòmetres marxa als Jocs del Mediterrani, el 1955, 1963 i 1971; i dues medalles a la Copa del món de marxa atlètica, d'or el 1961 i de bronze el 1965, sempre en els 50 km. A nivell nacional aconseguí 40 campionats italians de marxa: 13 en els 10 km (1956 i de 1958 a 1969); 13 en els 20 km (de 1958 a 1969 i 1971) i 14 en els 50 km (de 1955 a 1969).
El 16 d'octubre de 1960 va establir el rècord del món dels 50 km marxa amb un temps de 4h 03' 02".